# Токиле-Рэдукань

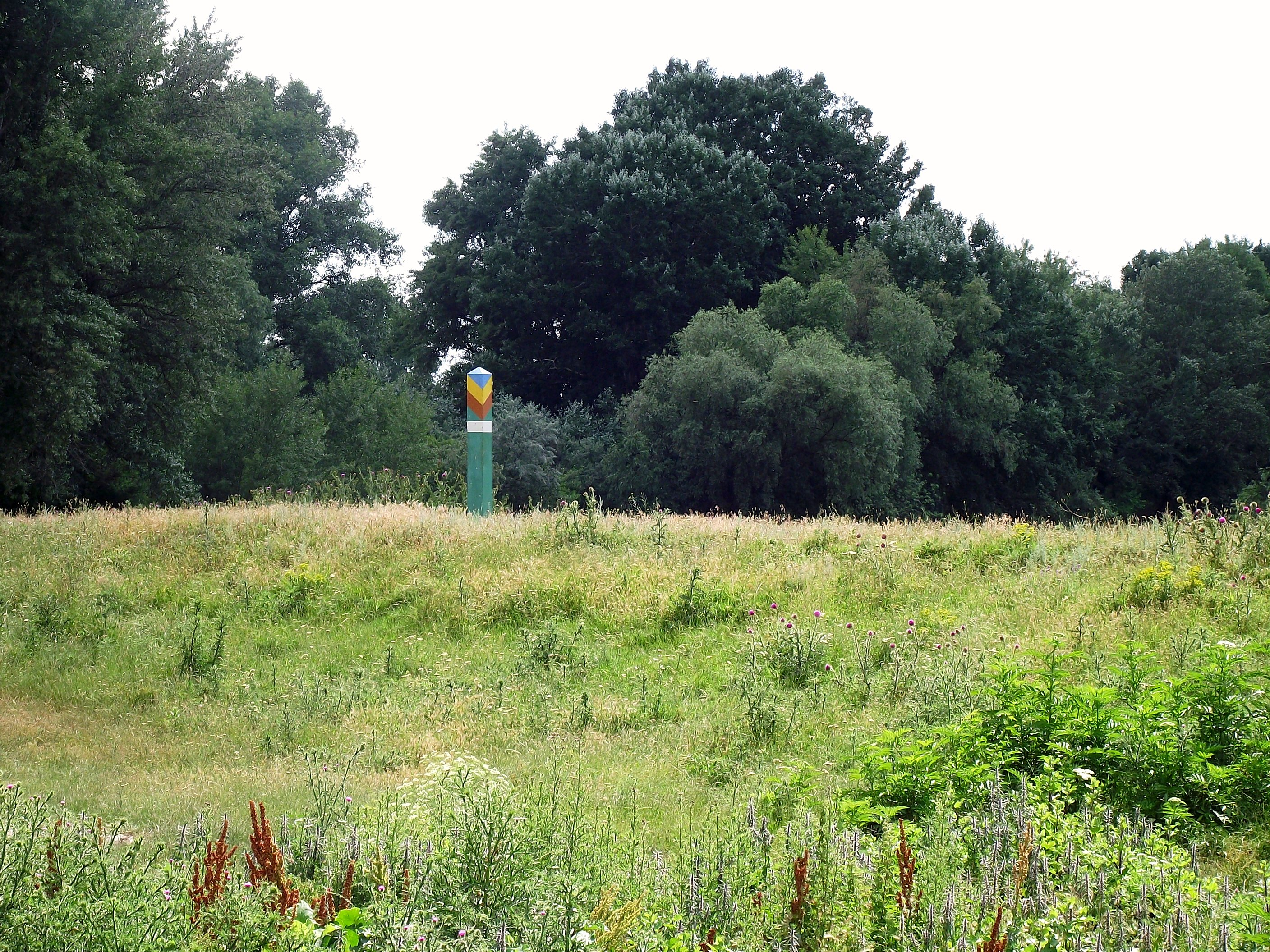
Токиле-Рэдукань

Токиле-Рэдукань (рум. Tochile-Răducani) — село в Леовском районе Молдавии. Входит в состав города Леова.

## География
Село расположено на высоте 62 метров над уровнем моря.

## Население
По данным переписи населения 2004 года, в селе Токиле-Рэдукань проживает 1474 человека (719 мужчин, 755 женщин).
Этнический состав села:
| Национальность | Число жителей | Процентный состав |
| -------------- | ------------- | ----------------- |
| молдаване      | 2185          | 148.24            |
| болгары        | 23            | 1.56              |
| украинцы       | 11            | 0.75              |
| русские        | 10            | 0.68              |
| румыны         | 8             | 0.54              |
| гагаузы        | 3             | 0.2               |
| цыгане         | 2             | 0.14              |
| прочие         | 3             | 0.2               |
| Всего          | 1474          | 100%              |